# Mohamed Mazag
Mohamed Hassan Mazag (6 agosto 1998) è un calciatore gibutiano, centrocampista svincolato.

## Carriera

### Nazionale
Ha esordito in Nazionale il 4 settembre 2015 nella partita Gibuti-Togo (0-2). Sempre nel corso del 2015 ha poi giocato altre 2 partite in Nazionale.